# Weronika Świerczyńska-Głownia
Weronika Świerczyńska-Głownia – profesor Uniwersytetu Jagiellońskiego, doktor habilitowany nauk społecznych w dyscyplinie nauk o mediach. Medioznawca. Od 2019 roku kierownik programu doktorskiego: nauki o komunikacji społecznej i mediach - Szkoła Doktorska Nauk Społecznych UJ. Od 2020 roku Prodziekan ds. dydaktyki Wydziału Zarządzania i Komunikacji Społecznej Uniwersytetu Jagiellońskiego.

## Życiorys
Weronika Świerczyńska-Głownia ukończyła studia magisterskie na kierunku politologia (specjalizacja: stosunki międzynarodowe) na Wydziale Prawa i Administracji Uniwersytetu Jagiellońskiego w 2000 roku. W 1996 roku ukończyła Studium Zarządzania i Biznesu w Zakładzie Ekonomii Stosowanej Uniwersytetu Jagiellońskiego. W 2006 roku ukończyła Podyplomowe Studium Menadżerskie w Szkole Głównej Handlowej w Warszawie. W 2000 roku rozpoczęła studia doktoranckie na Wydziale Zarządzania i Komunikacji Społecznej UJ. W 2005 roku uzyskała stopień doktora nauk humanistycznych w dyscyplinie nauki o zarządzaniu (tytuł rozprawy: Zarządzanie tworzeniem oferty programowej w TVP i TVN: analiza porównawcza). W 2017 roku uzyskała stopień doktora habilitowanego w obszarze nauk społecznych w dyscyplinie nauk o mediach na podstawie rozprawy „Funkcjonowanie nadawców telewizyjnych w Polsce i cyfryzacja mediów” na Wydziale Dziennikarstwa, Informacji i Bibliologii Uniwersytetu Warszawskiego.
Od 2005 roku pracuje w Instytucie Dziennikarstwa, Mediów i Komunikacji Społecznej Uniwersytetu Jagiellońskiego. Od 2015 roku jest kierownikiem Zakładu Dziennikarstwa i Komunikowania Międzynarodowego w Instytucie Dziennikarstwa, Mediów i Komunikacji Społecznej. Od 2019 roku jest profesorem Uniwersytetu Jagiellońskiego.
Jest członkiem Kolegium Redakcyjnego Zeszytów Prasoznawczych (UJ), współredaktorem serii wydawniczej: Wiedza – Komunikacja – Działanie (IDMiKS), członkiem Rady Redakcyjnej serii wydawniczej Dziennikarstwo, Media i Komunikacja Społeczna (WUJ).

## Nagrody i odznaczenia
- 2015: Nagroda im. dr. Pawła Stępki za książkę pt. „Ewolucja rynku telewizyjnego w Polsce. Analiza przypadku TVP i TVN”.
- 2017: I Edycja Ogólnopolskiego Konkursu na Monografię Naukową z dziedziny Nauk o Mediach i Komunikowaniu za książkę „Ewolucja rynku telewizyjnego w Polsce. Analiza przypadku TVP i TVN”[9].
- 2018: Nagroda im. dr. Pawła Stępki za pracę pt.: ,,Działalność programowa telewizji publicznej. Kluczowe determinanty programowania i dystrybucja oferty”[10]

## Wybór publikacji
- 2001: I Targi Media - Polska 2001[11]
- 2006: Media publiczne a zmiana społeczna[11]
- 2008: Telewizja mobilna : szanse rozwoju i wyzwania dla nowego sektora[11]
- 2014: Ewolucja rynku telewizyjnego w Polsce. Analiza przypadku TVP i TVN[12]
- 2017: Działalność programowa telewizji publicznej. Kluczowe determinanty programowania i dystrybucja oferty[13]
- 2018: Access of the audience to the discursive order generating public opinion in the light of programming strategies and practices of TVP S.A.[11]